# Graubauch-Moosratte

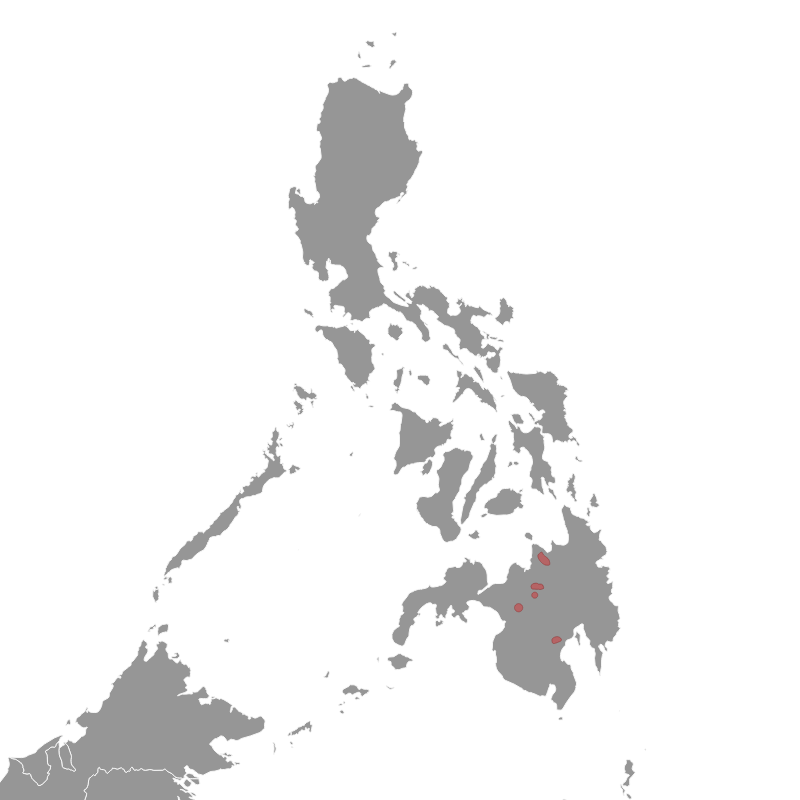
Gesicherte und vermutete Vorkommen der Graubauch-Moosratte (rosa)

Die Graubauch-Moosratte (Limnomys bryophilus) ist ein auf den Philippinen endemisches Nagetier in der Unterfamilie der Altweltmäuse. Die Art bildet zusammen mit der Langschwanz-Moosratte (Limnomys sibuanus) eine Gattung.

## Merkmale
Im Gegensatz zum anderen Gattungsvertreter hat dieses Nagetier eine hellgraue Unterseite und ein hellbraunes Band um die Schultern, das borstige Haare enthält. Die Kopf-Rumpf-Länge liegt bei 121 bis 140 mm, der Schwanz ist 152 bis 181 mm lang und das Gewicht liegt bei 48 bis 90 g. Die Hinterfüße sind 30 bis 35 mm lang und die Länge der Ohren beträgt 20 bis 24 mm. Das dicke und weiche Fell der Oberseite ist gelbbraun mit den dunkelsten Stellen auf dem Rücken und am Hinterteil. Die Grenze zur Unterseite ist mehr oder weniger deutlich. Der gut behaarte Schwanz hat eine dunkelbraune Farbe bis auf eine weiße 5 bis 20 mm lange Spitze. Auf den Pfoten sind feine hellbraune und silbergraue Haare vorhanden. Von den paarig angeordneten Zitzen der Weibchen befinden sich zwei auf dem Bauch und vier im Leistenbereich.

## Verbreitung und Lebensweise
Die Art ist nur aus der Umgebung des Berges Mount Kitanglad von der philippinischen Insel Mindanao bekannt. Sie hält sich zwischen 2500 und 2800 Meter Höhe auf. Vermutlich kommt die Graubauch-Moosratte in ähnlichen Bergländern der Insel vor. Die Tiere leben in feuchten Bergwäldern, die durch Moose, Farne, Flechten und Epiphyten gekennzeichnet sind. Typisch ist ein Unterwuchs aus Sträuchern und eine starke Laubschicht.
Als Nahrung dienen Pflanzensamen, Früchte, Gliedertiere und Regenwürmer. Die nachtaktiven Exemplare bewegen sich vorwiegend auf dem Boden. Die Graubauch-Moosratte teilt ihr Revier mit verschiedenen anderen Kleinsäugern und in tieferen Lagen mit der Langschwanz-Moosratte. Weibchen gebären pro Jahr ein oder zwei Nachkommen in einem Wurf.

## Gefährdung
Große Bereiche des Verbreitungsgebietes sind durch den Mount Kitanglad Range Natural Park geschützt. Die IUCN listet die Art aufgrund fehlender Bedrohungen als nicht gefährdet (least concern).